# G=AGE
G=AGE（ジーエイジ）は、男性5人組ボーカルダンスユニット。 

## 概要
オフィシャルサイトによれば、G=AGEは“未来＝新世紀ユニットのダンスボーカルユニット”であり、2039年の未来、人工知能生命体イライザの孫が統治を任されている世界国家政府機関M33から派遣された未来から来たエージェントグループとされている。TASYとVASAが所属する「G-EYE」が、未来から現代を監視している中でFUMITOとMAHIROとROIが所属する｢NEW→AGE」を発掘し、合併して「G=AGE」を結成。MAHIROは実はアンドロイドで、未完成なAIメンバーとされている。2016年3月30日に新宿ReNYで初ライブを行い、その3か月にはシングル『Age of Future』でデビュー。
コンサートなどではG=AGEのバックダンサー集団として研修生であるG-BOY'S（略してジーボ）が活躍している。G-BOY'Sは随時オーディションを開催している。所属人数は13人(2016年10月現在)。
G-BOY'S内でも人気メンバーはユニットを結成させてもらえたりJUNONの企画に掲載されたりと活躍の場は広くなる。最終目標はG=AGE・G-EYE・NEW→AGE、のいずれかの加入か、G-BOY'S内ユニットでのCDデビューである。現在G-BOY'S内で存在するユニットはKAITO・HIROYUKI・YU-TOで結成されている「G-BOY'S=SS=」のみである。また人数の多いG-BOY'Sを束ねるリーダーはTAKANORIが務めている。
2016年12月26日、G-BOY´SのメンバーSHOがTwitterを開設し、辞めたことを報告した。
2016年12月30日G＝AGEリーダーであるTASYが“田島将吾”(本名)でTwitterを開設し、TASY，VASA，FUMITO，MAHIRO，ROIがG＝AGEおよびG-EYE，NEW⇒AGEを学業との両立を理由に脱退したことを報告した。

## ディスコグラフィ
| 通番 | 発売日         | タイトル      | 収録曲                                                                                | オリコン最高位 |
| ---- | -------------- | ------------- | ------------------------------------------------------------------------------------- | -------------- |
| 1st  | 2016年6月21日  | Age of Future | Maybe maybe（初回A、通常A） Come on now（初回B、通常B） Get the world（初回C、通常C） | 1位            |
| 2nd  | 2016年？月？日 | 異次元DRIVER  | 発売中止 ？？？ ？？？                                                                | ？位           |

## 出演
- G=AGE STORY =1=（2016年5月8日、XEBEC HALL -ジーベックホール-）[2]
- Girls Summer Festival by GirlsAward（2016年7月29日、代々木第二体育館）[3]
- GirlsAward 2016 AUTUMN/WINTER（英語版）（2016年10月8日、国立代々木競技場第一体育館）[4]